# Fumiko Kono
Fumiko Kono (japonès: 狐野扶実子; 25 d'agost de 1969, Tòquio) és una xef japonesa que treballa a nivell personal i de negocis amb un art culinari especialitzat en la preparació de plats de fusió de cuina francesa amb la japonesa. De formació clàssica al Le Cordon Bleu a París, ha cuinat per a celebritats d'arreu del món, sent mostrada com la protagonista de documentals, i ha escrit els seus propis llibres de cuina.

## Vida primerenca
Fumiko Kono nasqué el 25 d'agost de 1969 a Tòquio, Japó. Quan era una xiqueta, Kono tocava el violoncel volent convertir-se en música, però també va adquirir una estima i amor pel menjar pel seu besoncle, Tatsujiro. Com que son iaio havia mort durant la Segona Guerra Mundial, el seu besoncle ocupà el seu lloc en la seua vida, ensenyant-la a combinar ingredients d'alta qualitat. Ell era un cuiner sense formació, però tenia un paladar refinat i utilitzava herbes fresques per a condimentar els plats que preparava, ensenyant Kono que la mescla de sabor no era arbitrària, sinó que requeria d'habilitat. Fumiko es va graduar el 1993 a la Universitat de Seijo amb diplomes en Literatura anglesa i lingüistica anglesa. Se n'anà a França el mateix any per començar els estudis sobre la civilització francesa a la Universitat de La Sorbona i tenia plans per convertir-se una periodista. Sense cap coneixement previ de l'idioma francès, Kono llogà un apartament estudi a la Rue Vieille-du-Temple, decidí quedar-se a França i es casà amb un periodista japonès, qui residia a París. Després de ser convidada a sopar a L'Arpège, ella va descobrir la cuina francesa i es decidí a matricular-se al Le Cordon Bleu, graduant-se amb honors el 1997.

## Carrera
Kono va fer el seu debut en un restaurant amb el xef Reine Sammut el 1997 i poc després treballà per a Alain Passard com assistenta de cuina. La filosofia de Passard era similar a la del seu besoncle, car ell va ensentar a Kono que la destresa ha de sorgir dels productes de qualitat. També li va ensenyar que els colors, les formes, les olors i el gust han de ser rigorosament seleccionats. Ella estudià amb ell durant tres anys, treballant escalant posicions al restaurant L'Arpège per convertir-se en el seu segon xef. A Kono li agradà estar dirigint altres treballadores i se n'anà després d'uns mesos per a començar a treballar com a xef personal. Fent-se càrrec de clients internacionals, Kono viatjà arreu del món cuinant per a celebritats, com Dany Boon, Bernadette Chirac, Judith Godrèche i altres. El 2004, dissenyà un menú amb el xef francès Richard Pommiès per al restaurant de Laurent Taieb "Le Kong", el qual presenta cuina de fusió japonesa i francesa. L'any següent, Frédéric Laffont produí un documental sobre ella com a part de les seues sèries de "Secrets de cuisine" emesa al canal France 5. El 2005, Fauchon la contractà com a xef en cap de productes salats i ella revisava diverses de les seues opcions estàndard de càtering, per crear un estil lleugerament més internacional. Ella cuinà risottos amb arròs japonès, desenvolupà una versió més lleugera de l'especialitat de la casa d'ous noruecs i creà un plat que es venia molt al departament de càtering, broqueta d'escalopa amb herba llimona.
Kono començà publicat llibres de cuina el 2007 sent el llibre més notable La Cuisine de Fumiko (2009). El 2009, va ser contractada per ensenyar a l'escola de cuina per a xefs d'Alain Ducasse a la Rue de Longchamp a Paris i l'any següent, Kono obrí un bistrot, "Benoit", a Tòquio establint la seua llar permanent al Japó. Continuà viatjant com a xef personal per a funcions privades arreu del món, va escriure editorials sobre menjar, una guia de restaurants parisencs i participà en diversos espectacles de cuina japonesos. Kono ha servit com a xef convidat per les Galeries Lafayette a París i la Maison Hermès de Tòquio. Des de 2013, Kono ha sigut un dels xefs creant menjar per a Japan Airlines i el 2016, introduí un menú per a nens per a l'empresa. El 2014, Ducasse li va demanar que participara en un esdeveniment realitzat al Palau de Versailles per celebrar la gastronomia francesa. Ducasse també oferí a Kono un contracte de sis mesos per servir com a xef convidada per al pati del seu hotel Plaza Athénée, a París. El menú de Kono tingué tant d'èxit que dos anys després encara fou servit com a part dels oferiments del xef Mathieu Emeraud per al Garden Courtyard of Plaza Athénée.